# 'Na sera 'e maggio
 'Na sera 'e maggio (it.: Una sera di maggio) è una canzone napoletana scritta nel 1937 dalla coppia Pisano-Cioffi rispettivamente autori del testo e della musica; fu l’ultimo grande successo che si diffuse da Napoli prima dello scoppio della seconda guerra mondiale.

## Storia e significato del testo
Gli autori del brano principalmente sono stati attivi nella macchietta e prolifici autori del repertorio della canzone umoristica napoletana, per cui questa canzone è un'eccezione. 
Il testo racconta la storia di un addio, con l’innamorato che non si capacita della fine di un amore nato durante una sera di maggio.
Il brano fu eseguito per la prima volta da Vittorio Parisi al Teatro Bellini.